# Mouvement de libération d'Aceh
 (novembre 2023).

Drapeau du Mouvement de libération d'Aceh

Le Mouvement de libération d'Aceh (Indonésien: Gerakan Aceh Merdeka ou simplifié GAM) est un mouvement séparatiste de la région indonésienne d'Aceh à Sumatra.
Aceh a une proportion plus élevée de musulmans que le reste de l'Indonésie, les racines du mouvement séparatiste sont historiques plutôt que religieuses. Aceh n'a jamais été, selon le Mouvement de Libération d'Aceh, sous le contrôle formel des Pays-Bas ce qui pour le GAM est une annexion pure et simple par l'Indonésie après son indépendance.
Le GAM a été fondé par un descendant du dernier Sultan d'Aceh le 24 décembre 1976, ce dernier déclara l'indépendance d'Aceh. Les débuts de la guérilla du GAM face à l'armée indonésienne se sont soldés par des échecs, le gouvernement indonésien pensait en avoir fini, dès 1977, avec le GAM. Le groupe s'est renforcé dans les années 1980 avec, semble-t-il, l'aide de la Libye et de l'Iran et compte alors à l'époque environ 3 500 soldats. En 1996 le gouvernement indonésien annonce une nouvelle fois l'éradication du GAM, mais il n'en est rien. Les combats se poursuivent jusqu'en février 2005. À cette date le GAM et l'Indonésie commencèrent des négociations de paix qui débouchèrent sur un accord de paix.
Le 27 décembre 2005 le GAM annonce la fin de ses activités militaires et sa participation aux prochaines élections à Aceh dans le cadre d'une large autonomie. Le gouvernement en exil d'Aceh reste cependant en activité et est basé en Suède.